# Southbourne (Dorset)
Southbourne – część miasta Bournemouth w Anglii, w hrabstwie ceremonialnym Dorset. Leży 45 km na wschód od miasta Dorchester i 146 km na południowy zachód od Londynu.